# 14.º Ejército (Imperio alemán)
El 14.º Ejército (en alemán: 14. Armee / Armeeoberkommando 14 / A.O.K. 14) fue un nivel de mando de ejército del Ejército Imperial Alemán en la I Guerra Mundial formado en septiembre de 1917 en Krainburg para ser usado contra Italia. Su cuartel general se localizó en Vittorio Veneto desde el 10 de noviembre de 1917 hasta su disolución el 22 de enero de 1918. El 14.º Ejército sirvió en el frente italiano en toda su existencia.

## Historia

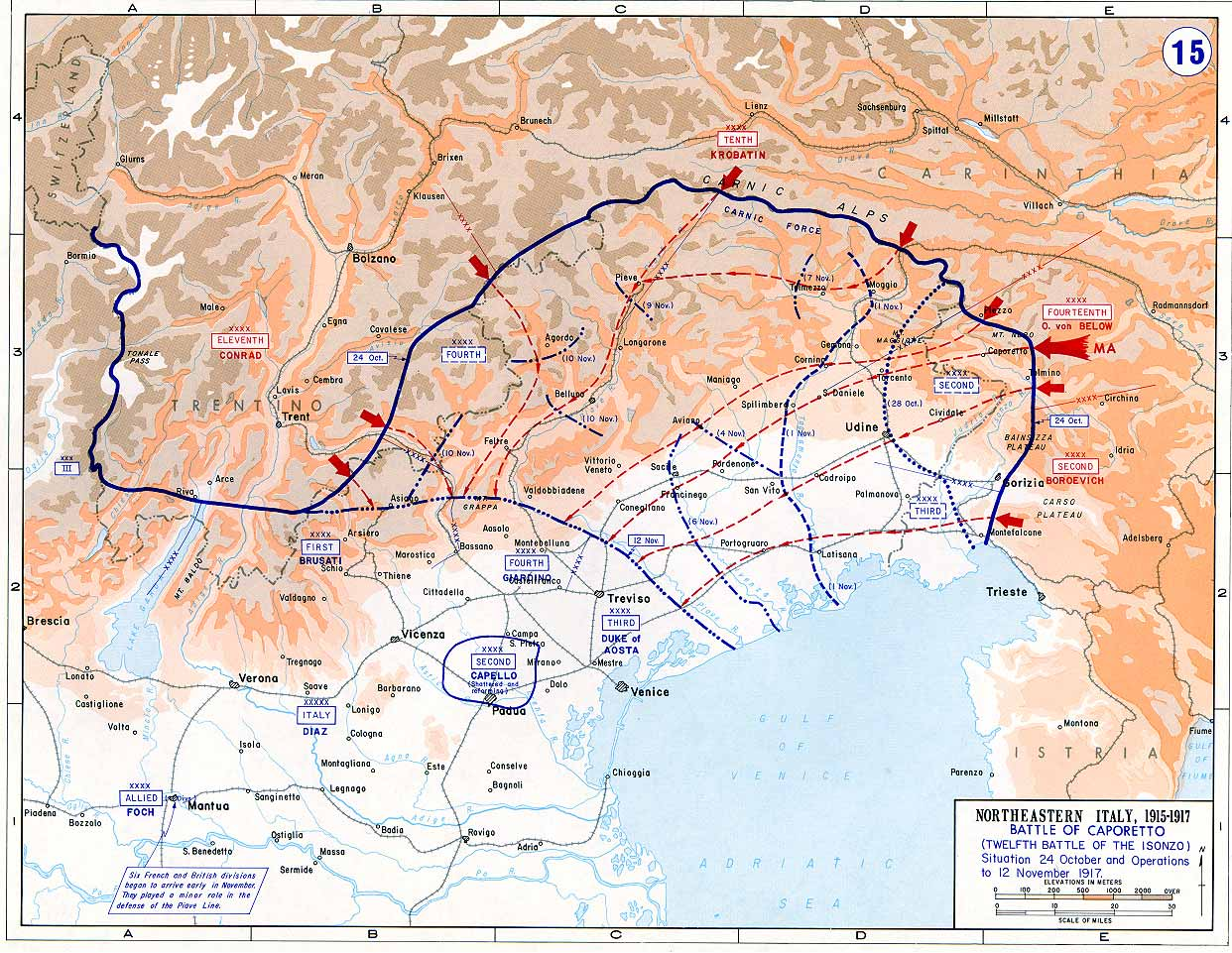
La batalla de Caporetto, octubre-noviembre de 1917.

Después de la undécima batalla del Isonzo, los austrohúngaros estaban exhaustos y no podrían haber resistido otro ataque. Apelaron a los alemanes por ayuda y los alemanes, temiendo un colapso en el frente italiano, enviaron 7 divisiones, 540 cañones, 216 morteros y unos 100 aviones desde los frentes occidental y oriental. Para controlar esas tropas, un nuevo 14.º Ejército a las órdenes del General de Infantería Otto von Below fue concentrado entre Tolmin y Bovec. Para la batalla de Caporetto se añadieron varias divisiones austrohúngaras.
Tras la exitosa ofensiva, el frente pronto se congeló de nuevo en una guerra de trincheras. El Alto Mando Alemán decidió retirar sus fuerzas de nuevo para usarlas en otros frentes. El 23 de enero de 1918 se retiró el Mando del Ejército (para formar un nuevo 17.º Ejército en el frente occidental). Las tropas alemanas restantes en el frente italiano pasaron bajo el mando del 51.º Cuerpo hasta su retirada en febrero de 1918.

## Orden de batalla, Batalla de Caporetto
Las unidades son alemanas si no se designan como austrohúngaras.
| Organización del 14.º Ejército el 24 de octubre de 1917 | Organización del 14.º Ejército el 24 de octubre de 1917 | Organización del 14.º Ejército el 24 de octubre de 1917 |
| Ejército                                                | Cuerpo                                                  | División                                                |
| ------------------------------------------------------- | ------------------------------------------------------- | ------------------------------------------------------- |
| 14.º Ejército                                           | I Cuerpo (Austria-Hungría)                              | 3ª División de Infantería “Edelweiss” (Austria-Hungría) |
| 14.º Ejército                                           | I Cuerpo (Austria-Hungría)                              | 22ª División Schützen (Austria-Hungría)                 |
| 14.º Ejército                                           | I Cuerpo (Austria-Hungría)                              | 55.ª División de Infantería (Austria-Hungría)           |
| 14.º Ejército                                           | I Cuerpo (Austria-Hungría)                              | División Jäger                                          |
| 14.º Ejército                                           | III Cuerpo Bávaro                                       | 50.ª División de Infantería (Austria-Hungría)           |
| 14.º Ejército                                           | III Cuerpo Bávaro                                       | 12.ª División                                           |
| 14.º Ejército                                           | III Cuerpo Bávaro                                       | 117.ª División                                          |
| 14.º Ejército                                           | III Cuerpo Bávaro                                       | Alpenkorps                                              |
| 14.º Ejército                                           | 51.º Cuerpo                                             | 26ª División (1ª Wurtemberg)                            |
| 14.º Ejército                                           | 51.º Cuerpo                                             | 200ª División                                           |
| 14.º Ejército                                           | XV Cuerpo (Austria-Hungría)                             | 1ª División de Infantería (Austria-Hungría)             |
| 14.º Ejército                                           | XV Cuerpo (Austria-Hungría)                             | 5ª División                                             |
| 14.º Ejército                                           | Reserva del Ejército                                    | 4ª División de Infantería (Austria-Hungría)             |
| 14.º Ejército                                           | Reserva del Ejército                                    | 13.ª División Schützen (Austria-Hungría)                |
| 14.º Ejército                                           | Reserva del Ejército                                    | 33ª División de Infantería (Austria-Hungría)            |
| 14.º Ejército                                           | Refuerzos posteriores                                   | 35.ª División de Infantería (Austria-Hungría)           |
| 14.º Ejército                                           | Refuerzos posteriores                                   | 94.ª División de Infantería (Austria-Hungría)           |

## Comandantes
El 14.º Ejército fue comandado a lo largo de su existencia por el General de Infantería Otto von Below, antiguo comandante del 6.º Ejército. Con la disolución del 14.º Ejército, von Below fue transferido al mando del recién formado 17.º Ejército en el frente occidental.